# Pinscher miniatura
El pinscher miniatura es una raza de perro perteneciente a la familia de los Pinschers originaria de Alemania, donde son llamados Zwergpinscher. Se trata de una miniaturización del Pinscher Alemán que se usaba originalmente para la caza de aves, especialmente de pájaros silvestres .

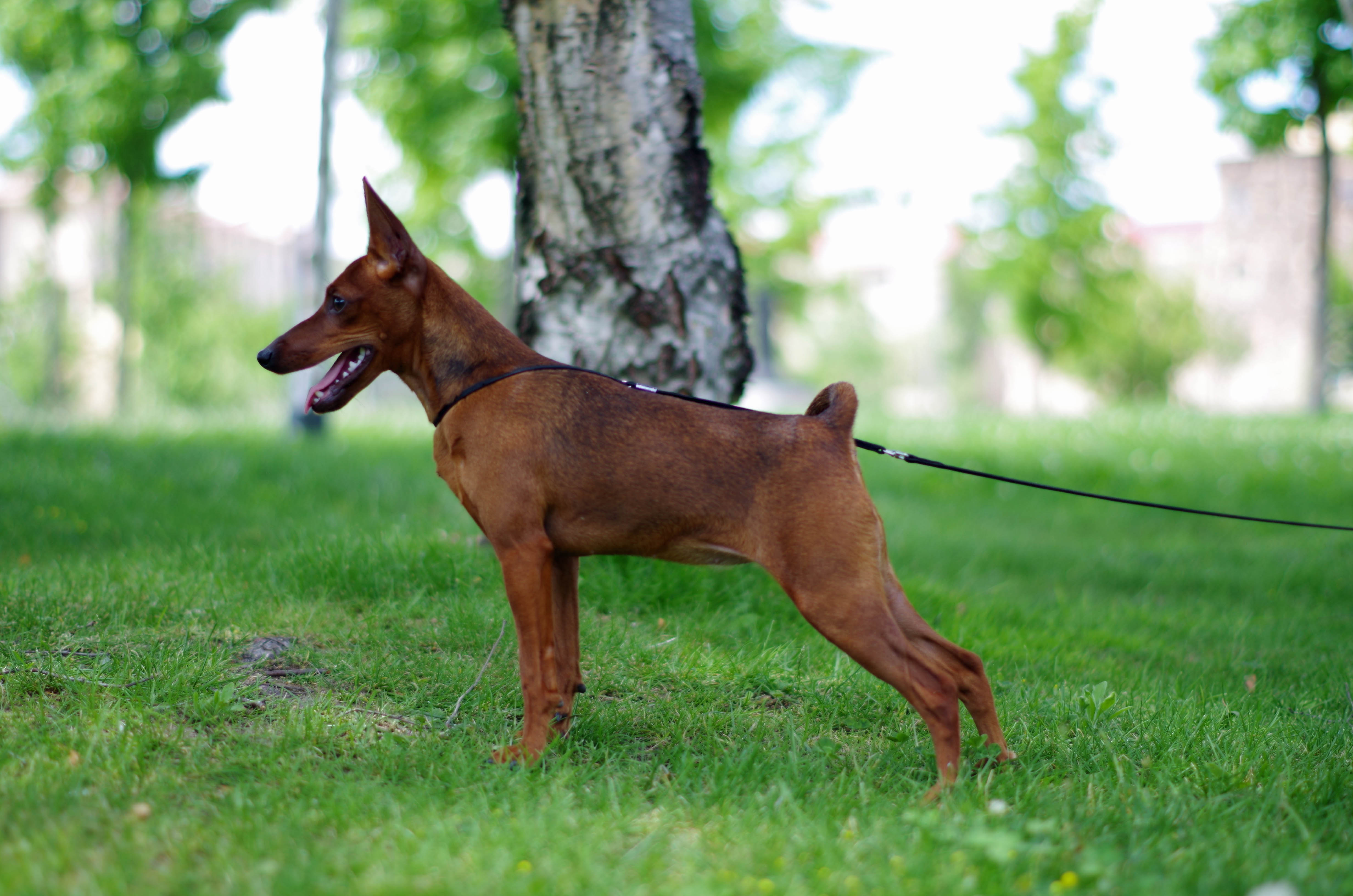
Pinscher miniatura Europeo. Tipicidad marcada y sin amputar. Según la normativa Europea actual

## Características
A diferencia de otras razas pequeñas, su condición de perro en miniatura no lleva asociado ningún problema de salud. Rebosa fuerza y, cuando se lo observa, uno no tarda en darse cuenta de lo fuerte y atlético que es en realidad. El pinscher mini es un perro «todoterreno»: se puede caminar con él, hacer senderismo, montar en bicicleta o correr; a este perro ágil y rápido le encantan prácticamente todos los deportes humanos. Para ellos, ¡lo importante es participar!
Por eso mismo, no les gusta demasiado quedarse solos. Sienten una gran fijación y amor por sus dueños, les encanta seguirlos allá a donde vayan. En ellos se aprecia claramente aquello de que «el perro es el mejor amigo del hombre», todo su amor se centra en una sola persona. Sin embargo, esto no implica que no puedan estar muy unidos a otros miembros de la familia, obedecerles y salir a pasear con ellos de buen grado, aunque los pinscher mini solo se sienten realmente completos cuando su «cómplice», se encuentra a su lado. 
Aunque son perros más bien equilibrados, juguetones y siempre están de buen humor, todavía hoy en día dejan ver el marcado instinto guardián de sus antepasados, que tenían el deber de proteger el hogar y las tierras de intrusos y de plagas. En especial, cuando se trata del bienestar de su querido dueño, los pinscher mini muestran un nivel de tolerancia muy bajo. Si se lleva a cabo un proceso de socialización completo cuando son cachorros y se los adiestra de manera consecuente, es posible evitar que se conviertan en ladradores agresivos. Esta raza tiene una disposición para el aprendizaje muy buena y, gracias a su elevada capacidad de comprensión, resulta fácil de educar. Estos perros tan atentos necesitan una buena dosis de curiosidad y la posibilidad de campar a sus anchas por una zona determinada. Requieren más espacio que otras razas de su tamaño y no solo precisan de ejercicio físico, sino también mental. Los juegos de inteligencia y las alfombras olfativas son el entretenimiento ideal para lograr la calma. Si se logran satisfacer estas necesidades, por ejemplo gracias a los deportes caninos, como el agility o el canicross este can con tendencia al nerviosismo puede llegar a ser un perro familiar agradable y equilibrado. Tolera bien a otras mascotas como gatos o pájaros; sin embargo, los ratones en libertad u otros animales que huyan de él siempre pueden despertar el instinto cazador innato de este perro con tanto carácter.

## Historia
A principios del siglo XX el pinscher miniatura era bastante común en su país de origen, exportándose por primera vez a los Estados Unidos en 1919, donde fue la primera raza registrada por el American Kennel Club en 1925.
Los pinscher de pelo liso y los de pelo áspero, hoy conocidos como schnauzer, pertenecían, en aquella época, al mismo tipo de raza canina, según declara el Club Pinscher-Schnauzer, fundado en 1895 y presente todavía en la actualidad. A principios del siglo XX, el fundador del club, Josef Berta, comenzó a considerarlos dos razas diferentes. La cría de los pinscher miniatura de pura raza empezó muy pronto y, rápidamente, este perro se distanció de sus parientes de mayor tamaño. A diferencia del pinscher alemán, el miniatura no tardó en ser apreciado como perro doméstico. Entre los siglos XIX y XX, ya formaba parte de muchos hogares. En el registro genealógico del Club Pinscher-Schnauzer, de 1925, ya constaban 1300 inscripciones. A las mujeres de la alta sociedad les gustaba engalanarse con este animal pequeño y elegante. Ya en 1937, Felix Ebner, describió así al perro del momento: «Requiere poco espacio y pocos cuidados, puede ser muy educado y correcto; incluso en sus pequeñas desobediencias, resulta gracioso y encantador. Con sus patitas limpias y su pelaje corto y liso, puede colocarse sin miedo sobre la tapicería más elegante».
Como uno de los primeros criadores de la raza, Josef Berta, se dio cuenta de que la imagen del simple perrito faldero no encajaba en absoluto con el pinscher miniatura. De hecho, estaba tan contento con su propio pinscher mini Max v. Klein-Paris que escribió: «He tenido algunos perros mansos; otros que han dejado un recuerdo imborrable en mi hogar. Max los superó a todos ellos; el mejor, más inteligente, más agradable y más eficiente compañero que he tenido jamás». Con sus alabanzas, Josef Berta, animó a otros criadores a interesarse por esta raza tan especial. Él y sus compañeros fueron quienes hicieron del pinscher miniatura el perro que es en la actualidad: un compañero inconfundible, valiente y que posee un buen carácter, una salud fuerte y una gran belleza.

## Cría y salud
El Club Pinscher-Schnauzer, en la actualidad, es el organismo encargado de velar por una cría responsable y de prescribir los estándares relativos a la raza y su salud. En lo que respecta a cría, su salud debería siempre ser el objetivo primordial. Las enfermedades que afectan frecuentemente a los perros pequeños son atípicas en el mini pinscher, que, por el contrario, es muy sano y vital.
En este sentido, no tienen nada en común con perros como el ratonero de Praga, una raza que se ha criado buscando la miniaturización hasta el extremo, por lo que es muy propensa a padecer enfermedades. Algunos ratoneros de Praga adultos pueden pesar tan solo 2 kg, la mayoría de ellos proviene de la cría masiva y no están reconocidos como raza por la Federación Cinológica Internacional (FCI).
En lo que sí se asemejan el pinscher miniatura y el ratonero de Praga es en su sensibilidad al frío; las finas orejas del pinscher mini tienen un alto riesgo de sufrir hipotermia, por lo que es recomendable que, si hace mucho frío, salgan a la calle con abrigo.
Si buscas un criador de confianza, es importante que te asegures de que la cría se realiza conforme a los estándares de la raza establecidos por la FCI. Deberías tener la posibilidad de visitar el criadero y de conocer a los cachorros, o al menos a la madre, en su entorno. Durante esta visita, el criador puede proporcionarte información sobre las características de sus perros, así como aconsejarte sobre alimentación para razas pequeñas y adiestramiento. Como es comprensible, él querrá saber más sobre ti para cerciorarse de que su cachorro va a estar en buenas manos. Un buen criador estará más interesado en encontrar un hogar adecuado para sus cachorros que en conseguir venderlos lo más rápido posible.

## Apariencia
Sus proporciones son cuadradas pues tiene la misma longitud que altura a la cruz, entre los 25 y los 30 cm. Su peso oscila entre los 4 y 6 kg. El pelo es corto y liso, admitiéndose solo los ejemplares monocolores rojos en sus distintas tonalidades y los ejemplares bicolores negros con marcas fuego. Tradicionalmente, el pinscher miniatura presentaba la cola y las orejas cortadas.

## Temperamento
El pinscher tiene una gran energía y curiosidad natural, además de poseer un instinto de guarda que le hace ser buen guardián a pesar de su pequeño tamaño.
Como tantos otros perros de pequeño tamaño, el pinscher miniatura no duda en plantar cara a perros de grandes dimensiones tales como el Dóberman, haciendo gala de un coraje y energía desproporcionados con su tamaño. De hecho, y a pesar de su frágil apariencia este can no duda en enzarzarse en peleas con perros mucho más grandes que, desconcertados, se muestran confusos y huyen del pequeño pinscher miniatura, en algunas ocasiones. Aunque en otros escenarios, puede resultar gravemente herido por otro perro de gran tamaño al que haya decidido enfrentarse.

## Véase también

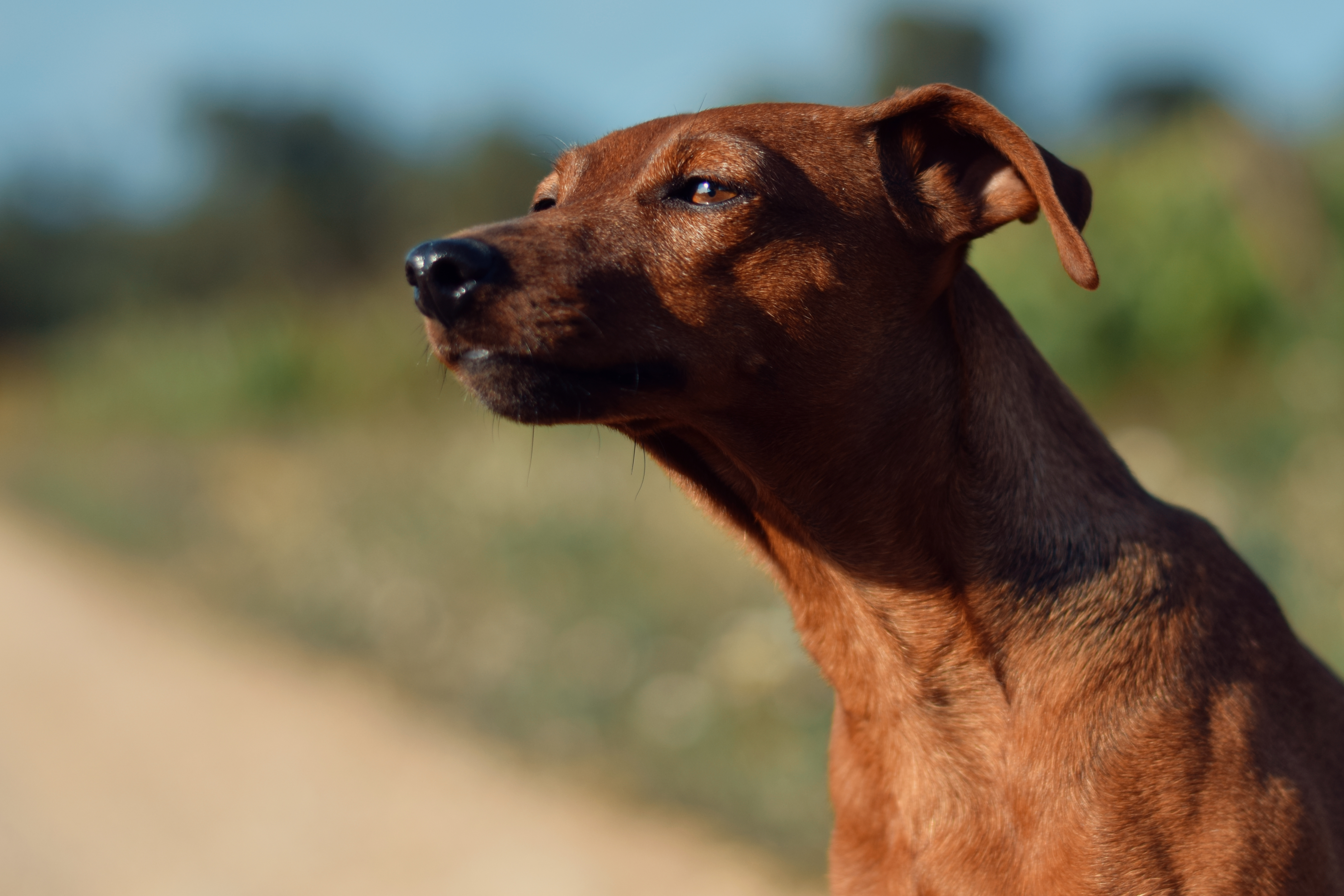
Pinscher miniatura hembra